# Ракетне Урочище

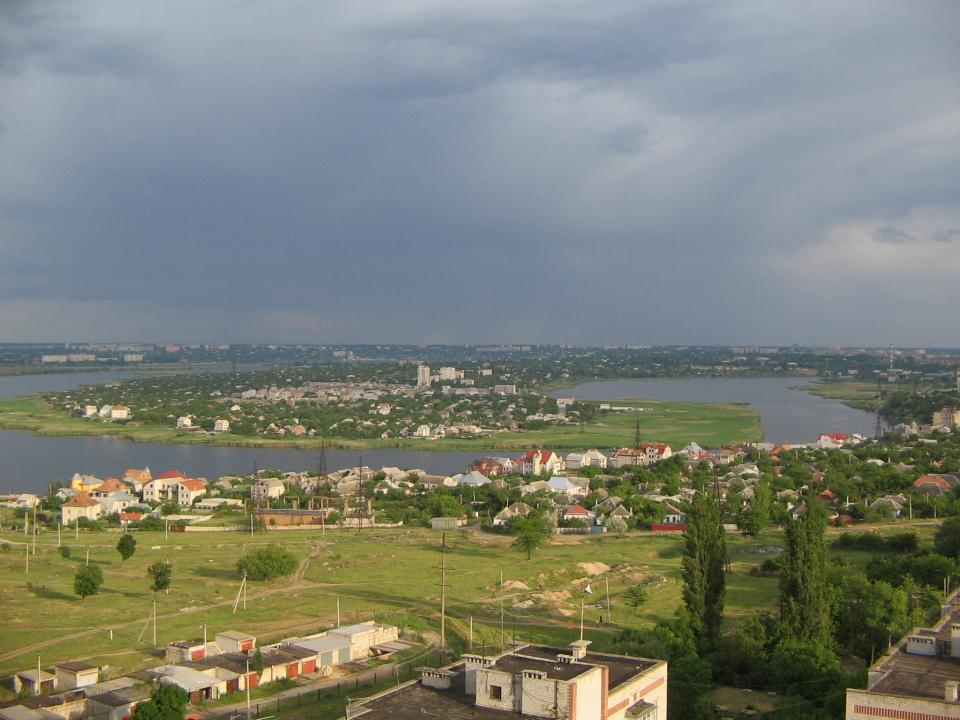
Ракетний гай

46°59′45″ пн. ш. 32°1′10″ сх. д. / 46.99583° пн. ш. 32.01944° сх. д.
Ракетне Урочище  — мікрорайон у Центральному районі міста Миколаєва, що займає північну частину півострова, на якому розташоване місто.

## Назва
Саме з легкої руки жителів район, де знаходилися ракетний завод і радіостанція, був названий Ракетним Урочищем.

## Історія
У 1867 році на майже двохсотгектарному пустирі в цьому місці був побудований ракетний завод з метою випуску для російської царської армії сигнальних, рятувальних та бойових ракет, що могли використовуватись, в основному, в гірських умовах. На пустій території були побудовані цехи, склади і двоповерхова будівля управління заводом.
У 1871 році, паралельно із заводом, було створено Миколаївський ракетний завод, яким керував Костянтин Іванович Константинов. За його ініціативи за територією підприємства було посаджено просторий парк та розбиті трав'яні газони, що стали початком Ракетного Урочища.
У 1911 році, через відсутність держзамовлень, завод було закрито. У будівлях підприємства розмістилася військова радіостанція, яка обслуговує російські війська під час Першої світової війни.
В середині 1920-х років виробничі приміщення частиною зруйнувалися, а частиною були переведені в житловий фонд.
Наразі Ракетне Урочище забудовано переважно приватними будинками і дачами.
26 червня 2025 року відкритий тролейбусний маршрут № 6, який подовжений до мікрорайону «Ракетне Урочище». Маршрут обслуговують тролейбуси з можливістю автономного ходу.

## Вулиці
- Вулиця Привільна
- Вулиця Шкапіна

На вулиці Артилерійської (будинок № 11) встановлена меморіальна дошка на честь начальника Миколаївського ракетного заводу та першого голови Миколаївського технічного товариства Костянтина Константинова.
|  | «В этом доме работал выдающийся русский ученый, основоположник экспериментальной ракетодинамики Константинов Константин Иванович (1818—1871)» |